# Colonia La Clara
Colonia La Clara o simplemente Colonia Clara es una localidad y comuna del departamento San Cristóbal, en el centro de la provincia de Santa Fe, Argentina. Se encuentra a 141 km de Santa Fe Ciudad y a 297 km de Rosario.
La localidad fue fundada el 11 de julio de 1888 al aprobar el Gobierno santafesino el trazado presentado por el Banco Colonizador Nacional. A unos quince kilómetros se estableció una estación ferroviaria del ramal Nelson - San Cristóbal, de vital importancia en esos tiempos. La población es de 187 habitantes, siendo ellos 99 varones y 87 mujeres.
La comuna se creó en 1937, y su actual presidente es Fabián Marcelo Abba del Frente Progresista Cívico y Social, el cual finaliza su mandato en el 2023.

## Población
Cuenta con 187 habitantes (Indec, 2010), lo que representa un aumento del 12% frente a los 166 habitantes (Indec, 2001) del censo anterior.
| Gráfica de evolución demográfica de Colonia La Clara entre 1991 y 2010 |
|                                                                        |
| Fuente: Censos nacionales del INDEC                                    |

La densidad de población es de apenas 0,86 personas por km².

## Santa Patrona
La santa patrona de la comuna es Santa Clara, la cual celebran el día 11 de agosto.

## Parroquias de la Iglesia católica en Colonia La Clara
| Diócesis  | Rafaela                        |
| --------- | ------------------------------ |
| Parroquia | Nuestra Señora de los Milagros |